# Sitalpati (Sindhuli)
Sitalpati (nepalski: सितलपाटी) – gaun wikas samiti w środkowej części Nepalu  w strefie Dźanakpur w dystrykcie Sindhuli. Według nepalskiego spisu powszechnego z 2001 roku liczył on 711 gospodarstw domowych i 4417 mieszkańców (2237 kobiet i 2180 mężczyzn).